# Entertainment Software Association
Pour les articles homonymes, voir ESA.
L'Entertainment Software Association (ESA) des États-Unis, aussi appelée Association du logiciel de divertissement au Canada, est une association qui se consacre entièrement aux besoins commerciaux et de relations publiques des entreprises qui produisent des jeux vidéo pour les ordinateurs personnels, pour les consoles de jeux, les appareils mobiles ainsi que l'accès et le contrôle des contenus adaptés d'Internet.
Pour ce faire, l'ESA propose des services variés tels que des études sur le marché des jeux vidéo, les attentes de la clientèle, la lutte contre le piratage sur ce secteur, les relations publiques avec les états à l'international, la protection de la propriété intellectuelle, le respect des droits d'auteurs, l'âge minimum légal pour les jeux, le marquage des contenus choquant la sensibilité, les bonnes pratiques à suivre lors d'échanges sur la toile.
L'ESA était également l'organisateur du plus grand salon mondial consacré aux jeux vidéo et aux nouvelles technologies associées, le salon de l'Electronic Entertainment Expo, dont elle a annoncé l'arrêt définitif le 12 décembre 2023.

## Historique
L'ESA est fondées par Doug Lowenstein (en) en 1994 sous le nom d'Interactive Digital Software Association (IDSA).

## Membres de l'ESA aux États-Unis
En mai 2015, les entreprises suivantes étaient membres de l'ESA.
- 505 Games
- Activision Blizzard
- Bandai Namco Entertainment
- Bethesda Softworks
- Capcom
- Deep Silver
- Electronic Arts
- Epic Games
- Focus Home Interactive
- Greybox
- GungHo Online Entertainment
- Konami
- Legends of Learning
- Level-5
- Magic Leap
- Microsoft
- Natsume
- Nexon America
- Nintendo
- Nvidia
- Popupgaming
- Snail Games
- Sony Interactive Entertainment
- Square Enix
- Take-Two Interactive
- Technicolor SA
- Tencent
- THQ Nordic (replaced THQ)
- Triseum
- Ubisoft
- Vantiv Entertainment Solutions
- Virtuix
- Wargaming
- Warner Bros. Interactive Entertainment
- Xseed Games